# 李势
李势（4世紀—361年），字子仁，十六国時期略陽郡巴氐人。成汉最後一位皇帝，归降东晋后被封歸義侯。成漢太傅李驤孫，昭文帝李壽長子，母李氏。李勢以皇太子身份繼位，即位後縱情財色，又濫殺官員，國內形勢急劇惡化，終令國家遭東晉桓溫領兵所亡。

## 生平
玉衡八年（晉太興元年，318年），成漢梁州刺史李鳳在巴西郡反叛，李驤在皇帝李雄增援下攻殺李鳳，改以李壽知梁州事，兼督巴西軍事。因著李壽和妻閻氏尚未有子，李驤為李壽納了李鳳之女，遂生下李勢。玉衡二十四年（晉咸和九年，334年），李雄去世，繼位的成哀帝李班不久即遭李雄子李期聯合李越等人所弒，李期隨後獲擁立為帝，並封了李壽漢王爵位。李勢因其姿貌而獲李期喜愛，獲授翊軍將軍、漢王世子。隨著李壽與李期兄弟間互相猜忌，李壽終在玉恆四年（晉咸康四年，338年）起兵突襲成都，李勢在成都當內應開門迎軍入城，李壽遂殺掉李越等政敵及廢黜李期自立，李勢亦於同年獲立為皇太子。漢興四年（晉咸康七年，341年），李勢領大將軍，錄尚書事。
漢興六年（晉建元元年，343年），李壽死，李勢繼位。太和元年（晉建元二年，344年），尊嫡母閻氏為太后，立妻李氏為皇后。昔日李壽即位後盡殺李雄諸子，並且將國號由「成」改為「漢」，把奉祀李特及李雄的原宗廟與自己李驤一脈的新宗廟分開；此時太史令韓皓上奏出現熒惑守心天象，認為這是與宗廟禮法不當之故，在相國董皎等的支持下李勢遂下令宗廟復祀李特李雄，都稱他們為漢王。太和二年（晉永和元年，345年），時李勢無子嗣，李勢弟弟漢王李廣就自求立為皇太弟，遭李勢拒絕。馬當及解思明認為李勢兄弟本已少，若再有廢罷只會令宗室力量更弱，力勸李勢答允李廣所請。但李勢反認為二人和李廣有異圖，便處死了兩人並逼李廣自殺。由於馬當有人心，解思明有智慧謀略且敢獻諫言，時人對二人被殺都感哀痛，亦令朝政敗壞。
太和三年（晉永和二年，346年），鎮東將軍李奕於晉壽起兵叛變，並得大量當地人響應，部眾達數萬人。李勢據成都城抵抗，李奕在攻城門時遭守門士兵射殺，部眾遂潰，李勢遂下令大赦並改元嘉寧。
李勢本人身高七尺九寸，腰圍有十四圍長，而擅於即時應對，年輕時獲得當時人稱異。但李勢當上皇帝後表現得驕吝而沉迷於錢財及情色之中，甚至常常殺掉別人以強奪其妻，經常只在內庭居住而不見公卿，不理國事；親小遠賢，並縱容所親小人作威作福；殘殺大臣及濫用刑罰等種種事事亦令國內人心惶惶。朝政敗壞下連原本沒獠人侵擾的國境都出現了十多萬落獠人，大大影響百姓生活，而成漢朝廷亦乏軍力去應對。即使有官員多次上報各地出現異變，李勢在認為異變是上天對統治者的警告的傳統思想下仍只試圖藉加尊相國董皎為太師的方式想將責任攤分出去。
內憂以外，東晉荊州刺史桓溫亦看中成漢國力衰弱而出兵討伐。嘉寧二年（晉永和三年，347年），桓溫兵臨青衣時李勢才派兵抵抗，並派了叔父左衞將軍李福、堂兄鎮南將軍李權及前將軍昝堅等領兵數千人出迎抵抗桓溫。當時有人認為桓溫會以步兵入蜀，建議在長江南岸設伏兵等待，但昝堅堅持要經江北渡頭以水路到犍為郡。桓溫到彭模後留周楚、孫盛等守輜重，自率晉軍主力帶著三日糧食經江南直取成都。李福及後嘗試進攻彭模的東晉輜重隊但為晉軍所敗；李權在路上遇到桓溫主力但三戰皆北，於是散兵逃返成都，鎮東將軍李位都更降晉；昝堅到犍為後才知自己錯過了桓溫，於是回頭，追及時桓溫已經在成都附近的十里陌，昝堅部眾遂潰。李勢率眾在笮橋與晉軍決戰，晉軍前鋒初戰不利，但鼓吏仍然擂鼓以示進攻，袁喬遂借此領軍大破李勢，桓溫於是直抵城下並焚燒成都大城各城門。城內人心恐懼，成漢中書監王嘏及散騎常侍常璩更勸李勢出降。李勢問侍中馮孚後馮孚卻以昔日吳漢殺公孫述一事認為即使投降也恐怕要被殺。李勢於是乘夜經東門逃出成都，到晉壽後鄧嵩、昝堅皆勸李勢投降，這時他才派散騎常侍王幼獻降書，並命令軍隊停止抵抗。隨後李勢縛著自己，帶著棺材到桓溫軍門投降，桓溫納降並讓李勢鬆縛並燒掉棺材，將李勢和其宗室十多人送到建康。東晉及後封李勢為歸義侯。升平五年（361年）李勢去世。

## 家庭

### 妻
- 李皇后
- 郑美人
- 张宫人

### 兄弟姐妹
- 李廣，李勢弟，因圖令自己成為皇太弟而被賜死。
- 李氏，李勢妹，成漢亡後嫁桓溫為妾。桓溫妻南康公主知道後大為妒忌，乃拔刃往李氏居所，準備砍人。結果看見李氏正在窗前梳頭，「姿貌端丽，徐徐结发，敛手向主，神色闲正，辞甚凄惋。」見美而生憐生愛，於是擲刀前抱之曰：「阿子，我見汝亦憐，何況老奴。」意思是說連我看了都會心動了，更何況是那老傢伙。成語「我見猶憐」因此而來。[19]

## 延伸阅读
[在维基数据编辑]
 《晉書·卷121》，出自房玄齡《晉書》